# Reichswald Forest War Cemetery

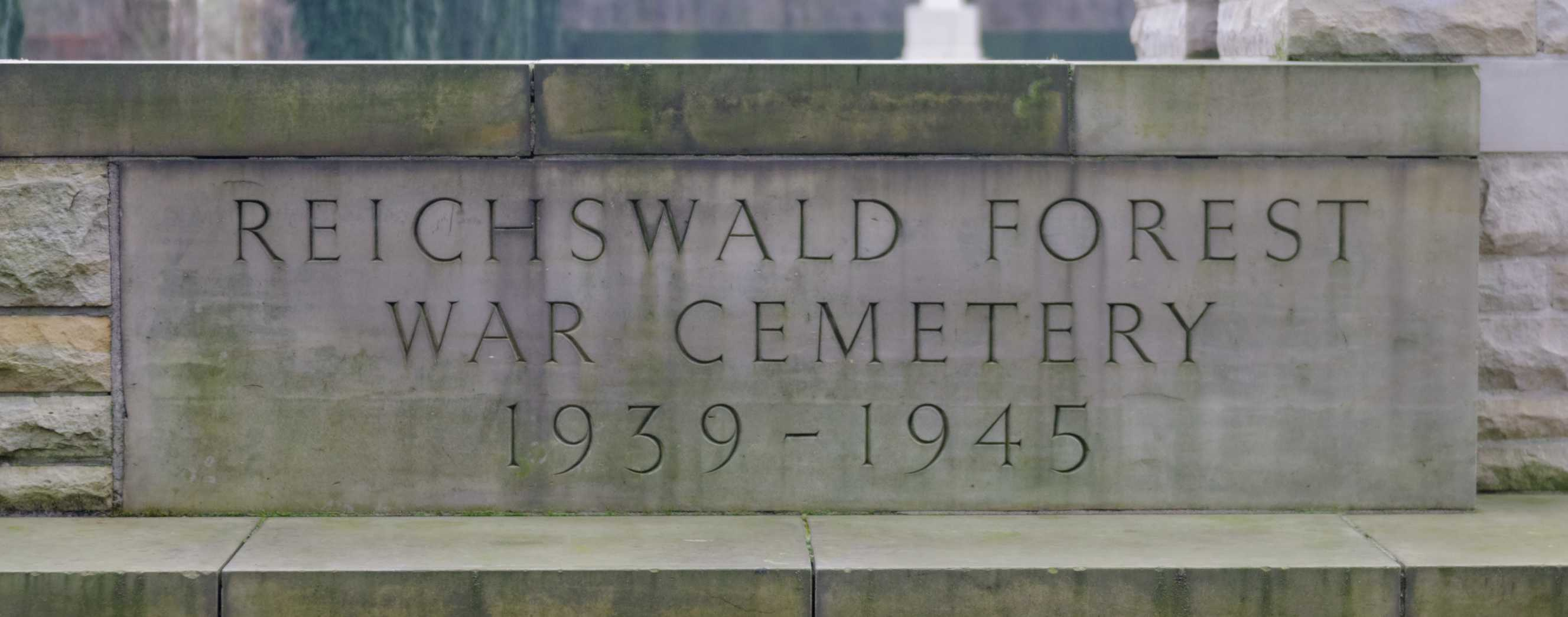
Eingangsbereich

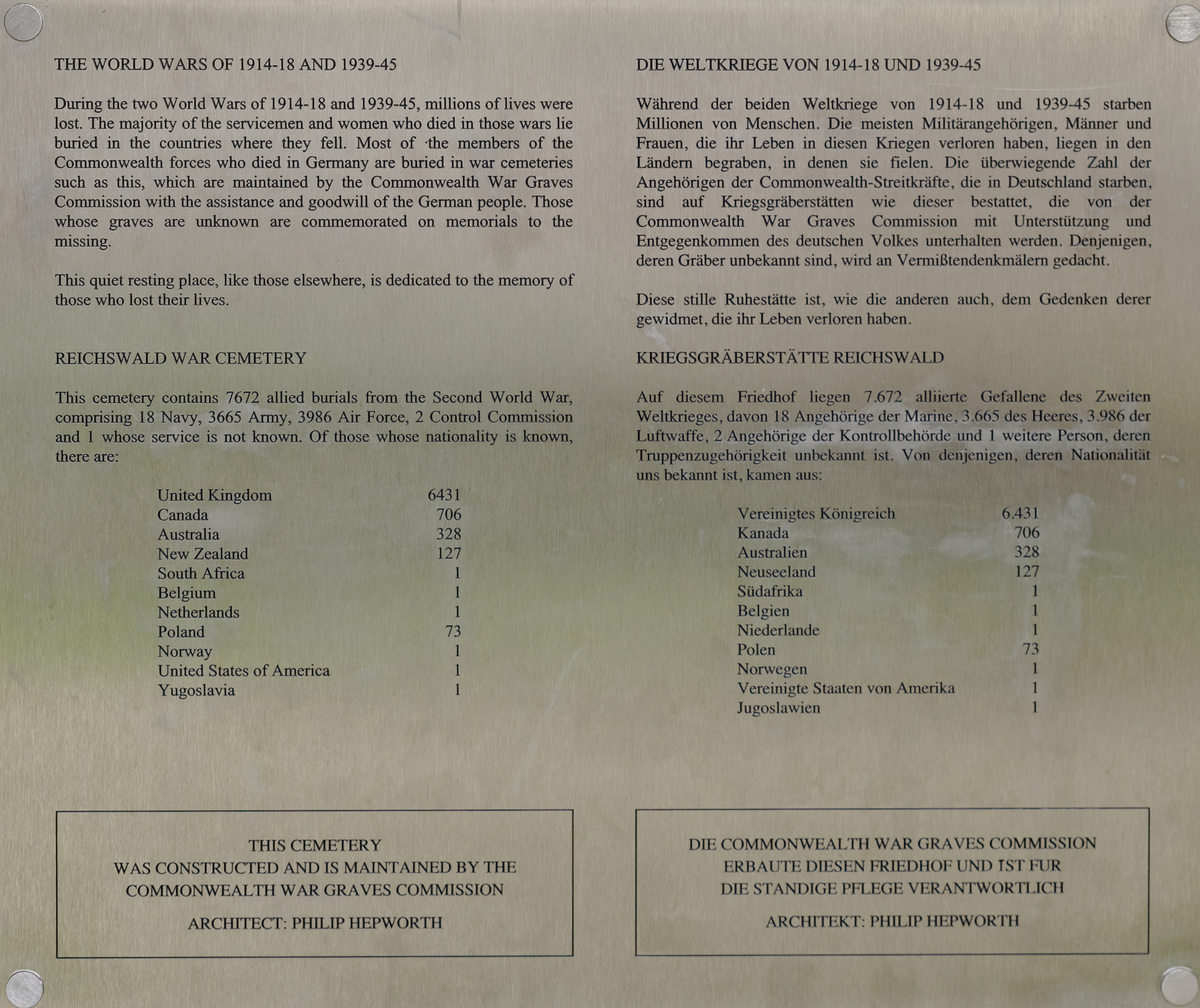
Gedenktafel mit dem Verzeichnis der gefallenen Soldaten

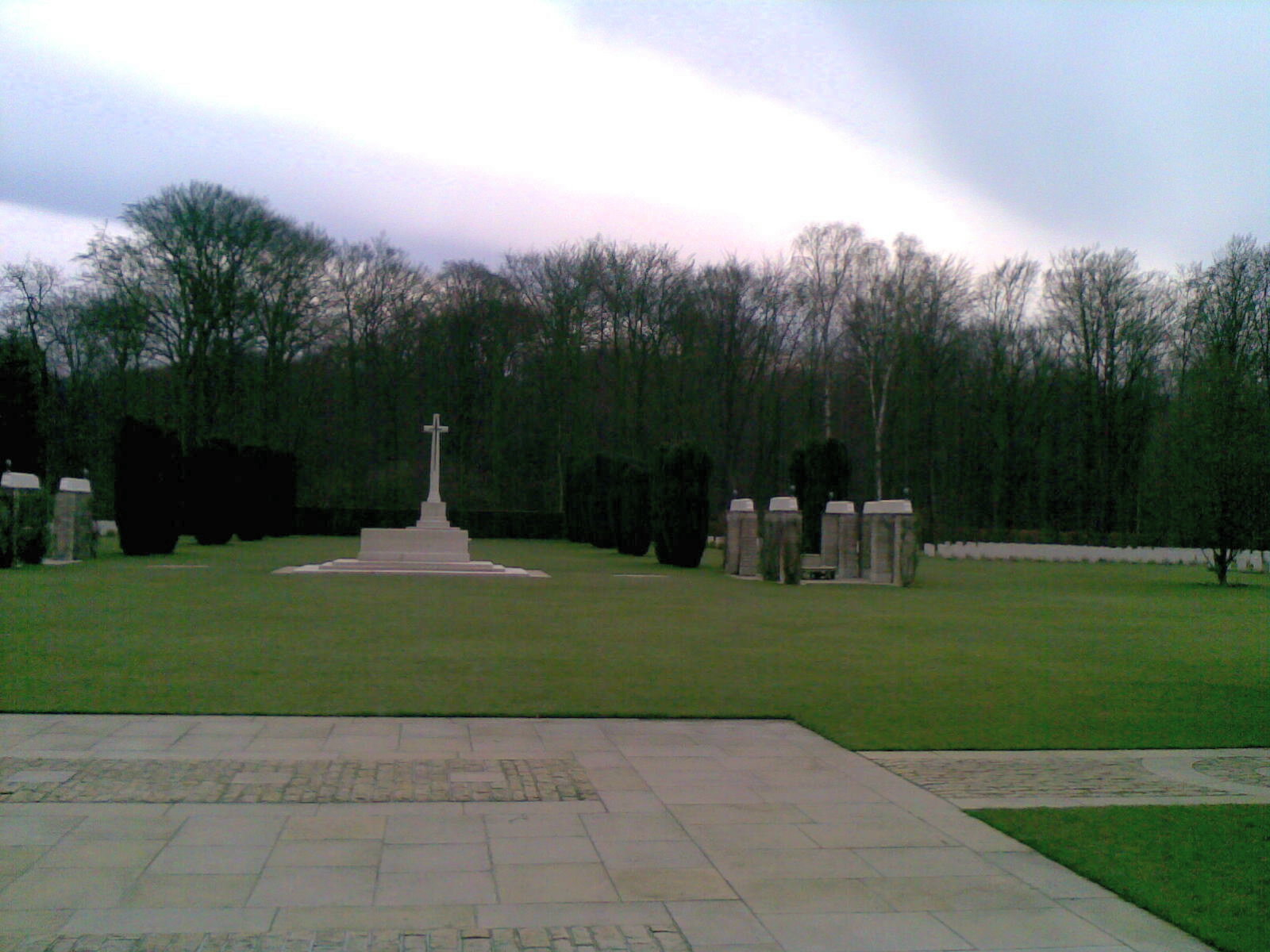
Opferkreuz und Altarstein

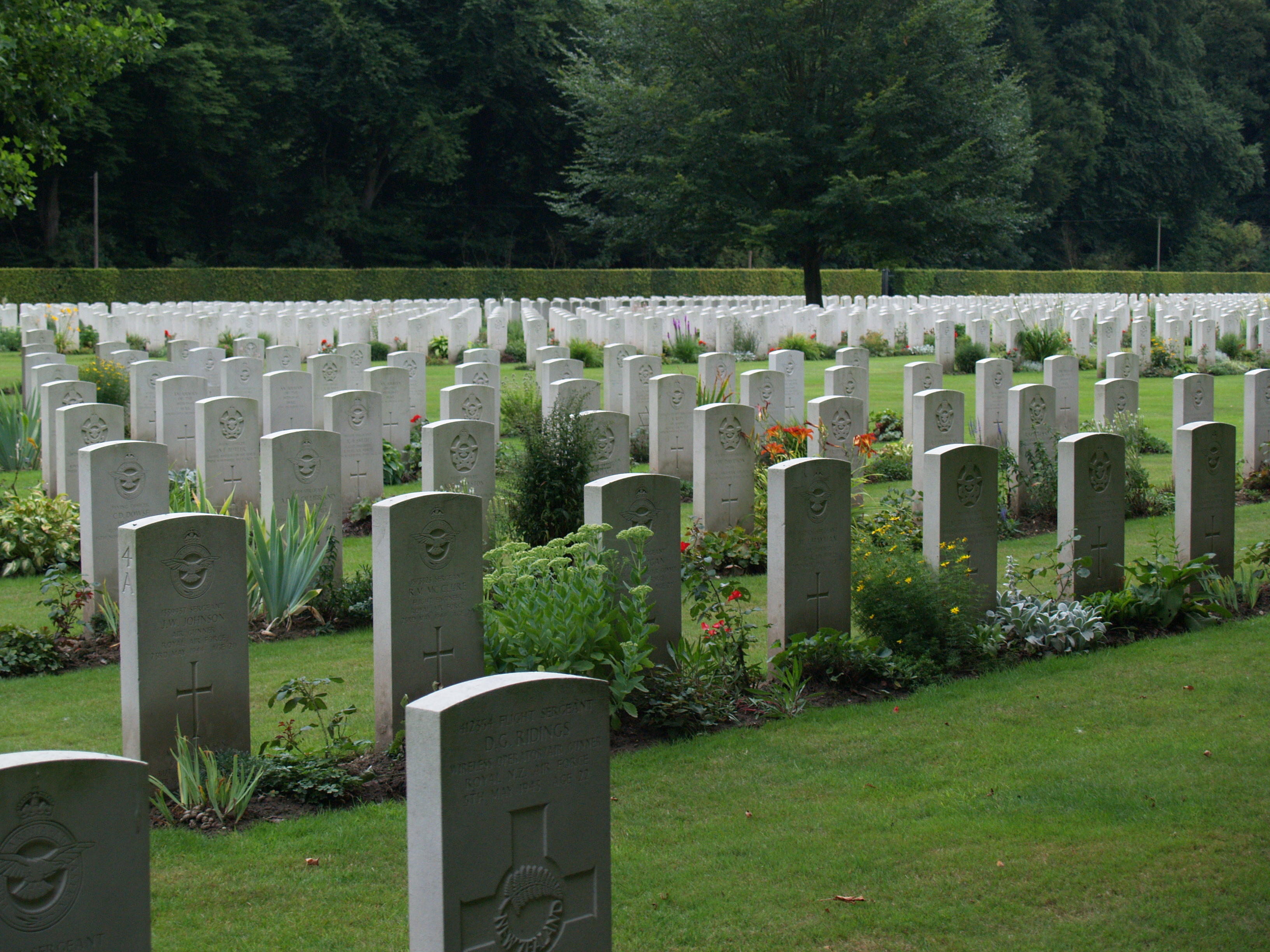
Grabsteinreihen

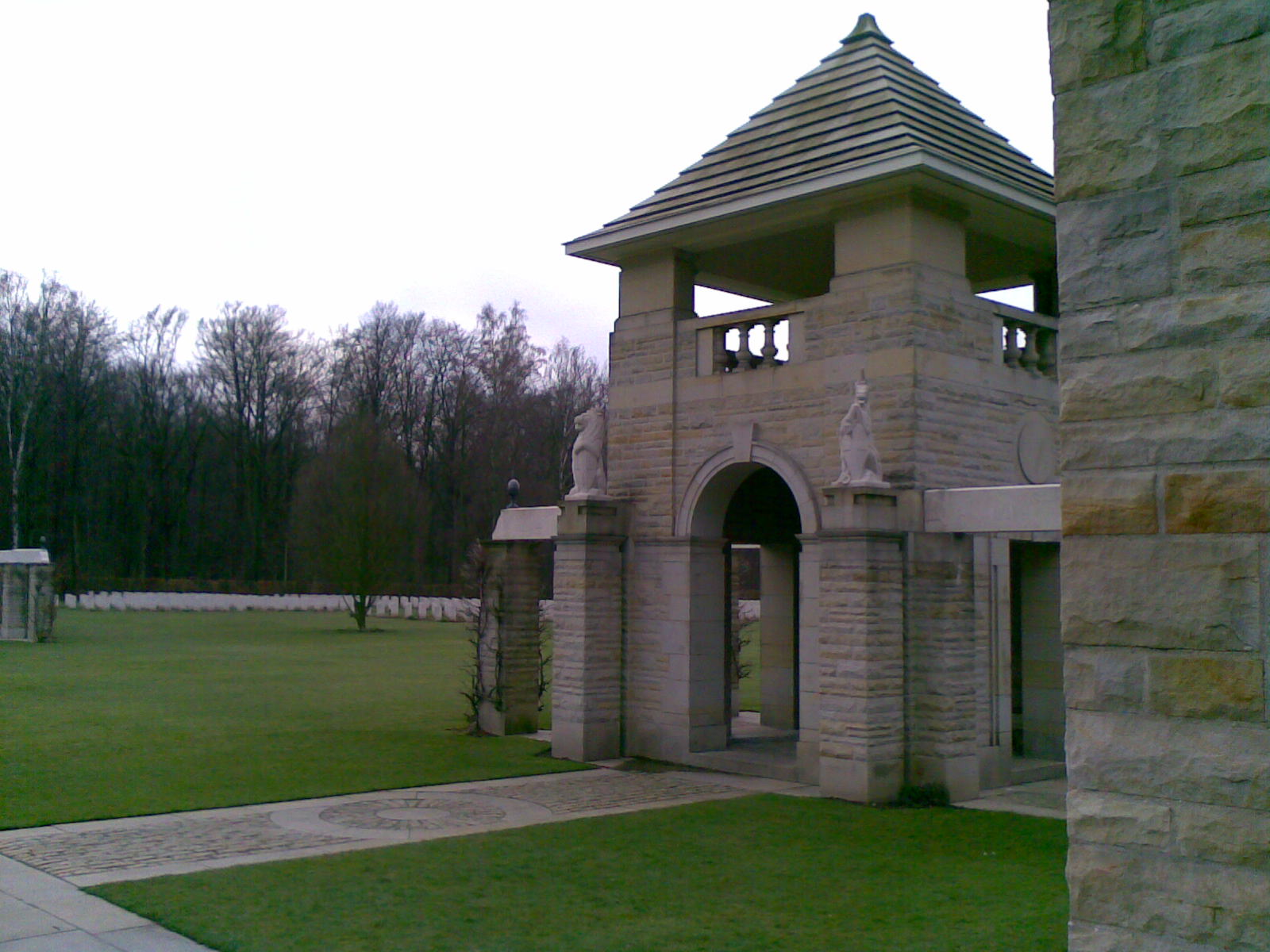
Turm im maurischen Stil

Der Britische Ehrenfriedhof im Reichswald (englisch Reichswald Forest War Cemetery 1939–1945) ist der größte Kriegsgräberfriedhof des Commonwealth in Deutschland. Er wurde im Klever Reichswald (NRW) angelegt. Auf ihm befinden sich 7672 Grabstätten.

## Geschichte
Kurz nach dem Zweiten Weltkrieg wurde durch die „Commonwealth War Graves Commission (CWGC)“ das Gebiet des heutigen Friedhofs zur Sammelstelle der mehr als tausend Grabstätten in Deutschland bestimmt. Der architektonische Entwurf stammt von Philip Dalton Hepworth und schon bald wurde mit der Umbettung begonnen. Einen wesentlichen Teil dieser Arbeiten leisteten deutsche Kriegsgefangene, die unter kanadischer Aufsicht standen. 1948 teilte der Oberkreisdirektor von Kleve mit, dass alle alliierten Soldaten, die im Kreisgebiet zu Tode gekommen seien, ordnungsgemäß auf die neue Kriegsgräberstätte überführt worden seien.

## Grabstätte
Am Reichswald entstand der flächenmäßig größte britische Soldatenfriedhof unter den 15 in Deutschland liegenden Sammelfriedhöfen, mit insgesamt 7.654 Gräbern. Rechter Hand des Eingangs sind annähernd 4000 Besatzungsmitglieder von Kampfflugzeugen, unter ihnen 706 Kanadier, bestattet. Linker Hand weitere Soldaten, die bereits in den Jahren 1940–1944 im Luftkrieg den Tod fanden. Daneben sind viele Männer bestattet, die den Tod bei den Endgefechten im Rheinland, bei der Rheinquerung und bei der Schlacht im Reichswald vom 8. bis 13. Februar 1945 fanden.

## Gestaltung
Dass alle britischen Ehrenfriedhöfe einander mehr oder weniger ähnlich sind, liegt an den von der CWGC bereits im Jahre 1917 festgelegten Regeln und bestimmten baulichen Merkmalen.
Es wurde festgelegt, dass auf jedem britischen Ehrenfriedhof zwei im Zentrum errichtete Bauwerke geschaffen werden sollen. Zum einen ist dies das Opferkreuz („Cross of Sacrifice“) mit einem aufliegenden Langschwert aus Bronze. Zum anderen findet sich ein rechteckiger Altarstein („Stone of Remembrance“) mit der Inschrift „Ihr Name lebt ewiglich“ („Their Name Liveth For Evermore“). Nach diesen Kriterien sind auch alle Grabfelder eingeebnet und mit Kopfbeetstreifen angelegt.

## Grabsteine
Bei der Gestaltung der Grabsteine wurde ebenfalls einer streng vorgeschriebenen Anweisung gefolgt. Sie sind als Stein-Stelen zu errichten, auf denen ein Emblem die Konfession darstellt und ein weiteres Emblem die militärische Einheit hervorhebt. Neben Namen und Lebensdaten des Toten, kann am Fuße des Grabsteines eine von den Angehörigen ausgewählte Inschrift angebracht werden.

## Architektur
Im Eingangsbereich gewähren zwei Türme im maurischen Baustil einen weiten Blick in die Anlage. Links und rechts folgen in der Schmalachse zwei Schutzgebäude, welche die Gräberbücher mit allen Namen der hier beigesetzten Soldaten enthalten; auch das ist eine zwingende Regel für britische Ehrenfriedhöfe. Annähernd im Zentrum der Anlage ist der Altarstein aufgestellt, der von Sir Edwin Lutyens gestaltet wurde. Das große von Sir Reginald Blomfield entworfene Opferkreuz liegt gegenüber dem Haupteingang und bildet im Hintergrund, optisch durch den Wald abgeschlossen, eine große Parkeinheit.

## Gräber einzelner Soldaten verschiedener Nationalitäten

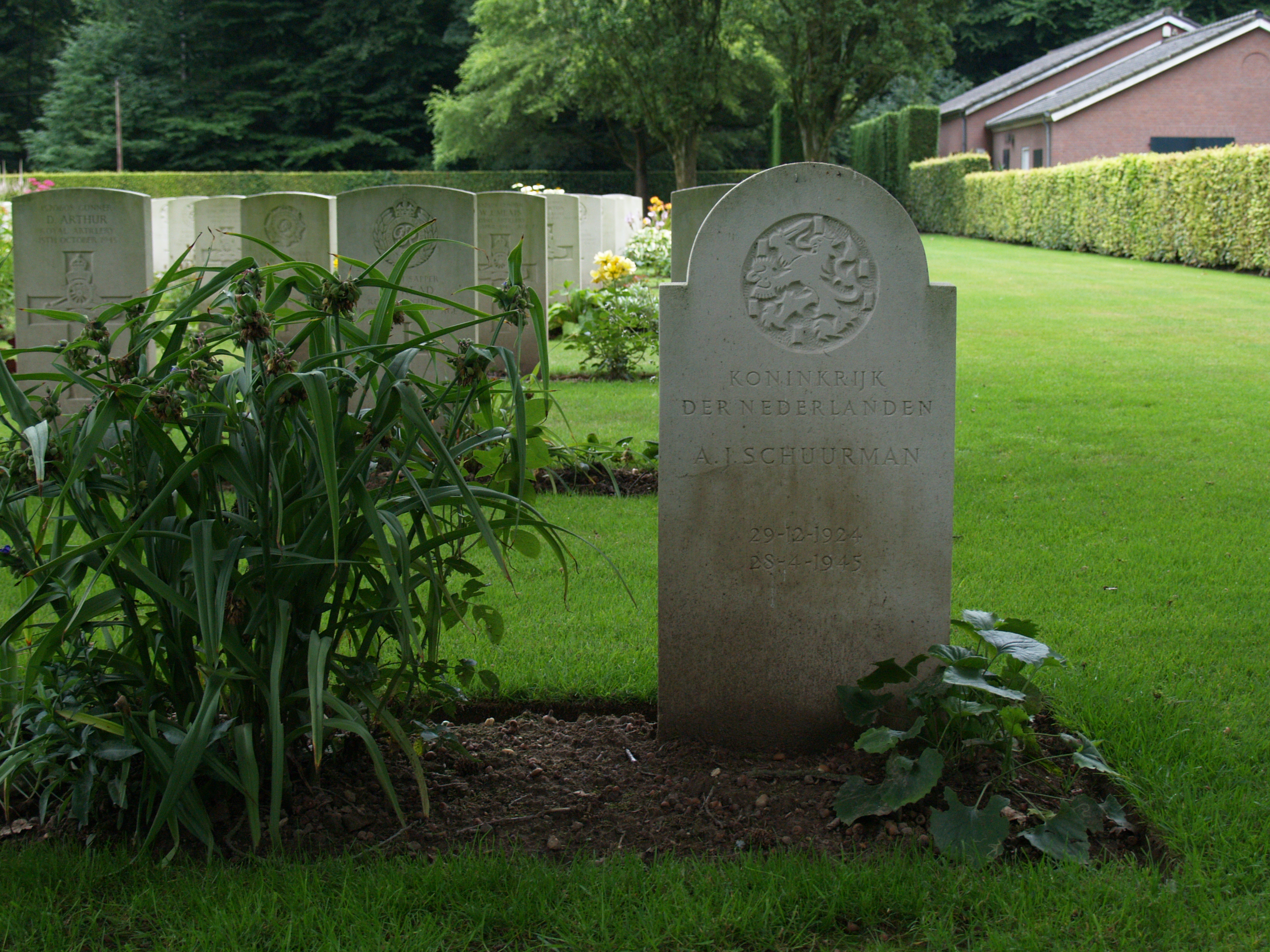
Grab des Niederländers Arend Jan Schuurman

Zum Beispiel findet man auf dem Friedhof den Grabstein mit dem niederländischen Löwen und der Inschrift "Koninkrijk der Nederlanden". Hier ruht der niederländische Soldat Arend Jan Schuurman. Ein weiteres Einzelgrab enthält die sterblichen Überreste des kanadischen Flying Officer William „Andy“ Anderson (Stelle 31. B. 18.), die später hierher verbracht worden sind. Er war rechtsrheinisch am 24. März 1945 bei Dingden im Alter von 24 Jahren abgeschossen und dort vorläufig begraben worden.